# Etanol como combustível no Brasil

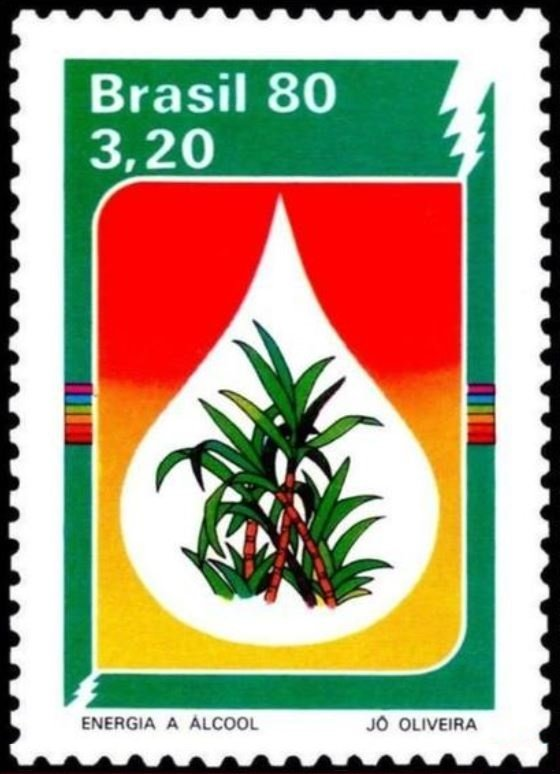
Selo postal de 1980, em comemoração ao Programa Nacional do Álcool (Proálcool).

O Brasil é o segundo maior produtor mundial de etanol combustível e segundo maior exportador mundial. Juntos, Brasil e Estados Unidos lideram a produção industrial de etanol, representando em conjunto 82,4% da produção mundial em 2021.
O país é classificado como a primeira economia sustentável com base em biocombustíveis do mundo, além de ser um líder da indústria de biocombustíveis, um modelo para outros países; e seu etanol de cana-de-açúcar é considerado "o combustível alternativo mais bem-sucedido até o momento." No entanto, alguns autores consideram que o modelo brasileiro só é sustentável no Brasil devido à sua tecnologia agroindustrial avançada e devido a enorme quantidade de terra arável disponível em seu território; enquanto de acordo com outros autores, o etanol brasileiro seria uma solução apenas para alguns países da zona tropical da América Latina, Caribe e África.
O programa de etanol combustível do Brasil é baseado na tecnologia agrícola mais eficiente para o cultivo de cana-de-açúcar no mundo e utiliza equipamentos modernos e plantas baratas como matéria-prima, enquanto o bagaço residual é usado para produzir calor e energia, o que resulta em um preço muito competitivo e também em um equilíbrio de alta energia (produção de energia/energia gasta), que varia de 8,3 para condições médias a 10,2 na produção com melhores práticas. Em 2010, a Agência de Proteção Ambiental dos Estados Unidos (EPA) designou o etanol brasileiro como um biocombustível avançado, devido à sua redução de até 61% das emissões totais na análise do ciclo de vida de gases do efeito estufa, incluindo emissões diretas através de mudanças no uso indireto da terra.
Já não há quaisquer veículos leves no Brasil rodando apenas através de gasolina.[carece de fontes?] Desde 1976, o governo tornou obrigatória a mistura de etanol anidro à gasolina, oscilando, inicialmente, entre 10% e 22% e, atualmente, entre 18% e 27,5%, e que requer apenas um pequeno ajuste em motores a gasolina normais. Em 1993, a mistura obrigatória foi fixada por lei em 22% de etanol anidro (E22) em volume em todo o país, mas com uma margem de manobra dada ao poder executivo para definir diferentes porcentagens de etanol, dentro dos limites pré-estabelecidos. Em 2003, esses limites foram fixados a um mínimo de 20% e um máximo de 25%. A partir de julho de 2007, a mistura obrigatória passou a ser de 25% de etanol anidro e 75% de gasolina (E25). O limite inferior foi reduzido para 18% em abril de 2011, devido à recorrente escassez de oferta de etanol e os preços elevados que ocorrem entre as épocas de colheita. Desde 2015, a mistura passou a ser de 27,5%.
| Evolução histórica das misturas de etanol usadas no Brasil (1976-2015) | Evolução histórica das misturas de etanol usadas no Brasil (1976-2015) | Evolução histórica das misturas de etanol usadas no Brasil (1976-2015) | Evolução histórica das misturas de etanol usadas no Brasil (1976-2015) | Evolução histórica das misturas de etanol usadas no Brasil (1976-2015) | Evolução histórica das misturas de etanol usadas no Brasil (1976-2015) |
| Ano | Mistura                                                                | Ano                                                                    | Mistura                                                                | Ano                                                                    | Mistura                                                                |
| --- | ---------------------------------------------------------------------- | ---------------------------------------------------------------------- | ---------------------------------------------------------------------- | ---------------------------------------------------------------------- | ---------------------------------------------------------------------- |
| 1931 | E5                                                                     | 1989                                                                   | E18-22-13                                                              | 2004                                                                   | E20                                                                    |
| 1976 | E11                                                                    | 1992                                                                   | E13                                                                    | 2005                                                                   | E22                                                                    |
| 1977 | E10                                                                    | 1993–98                                                                | E22                                                                    | 2006                                                                   | E20                                                                    |
| 1978 | E18-20-23                                                              | 1999                                                                   | E24                                                                    | 2007                                                                   | E23-25                                                                 |
| 1981 | E20-12-20                                                              | 2000                                                                   | E20                                                                    | 2008                                                                   | E25                                                                    |
| 1982 | E15                                                                    | 2001                                                                   | E22                                                                    | 2009                                                                   | E25                                                                    |
| 1984–86 | E20                                                                    | 2002                                                                   | E24-25                                                                 | 2010                                                                   | E20-25                                                                 |
| 1987–88 | E22                                                                    | 2003                                                                   | E20-25                                                                 | 2011                                                                   | E18-E25                                                                |
| |                                                                        |                                                                        |                                                                        | 2015                                                                   | E27                                                                    |
| Fonte: J.A. Puerto Rico (2007), Table 3.8, pp. 81–82 Nota: A redução de 2010 de E25 para E20 foi temporária e ocorreu entre fevereiro e abril. O piso mínimo da mistura foi reduzido para E18 em abril de 2011. |                                                                        |                                                                        |                                                                        |                                                                        |                                                                        |

A indústria de transformação brasileira desenvolveu veículos flex, que podem rodar com qualquer proporção de gasolina e etanol hidratado (E100). Lançados no mercado em 2003, os veículos flex tornaram-se um sucesso comercial, alcançaram um recorde de participação de 92,3% de todos os carros novos e vendas de veículos leves em 2009. A produção cumulativa de automóveis flex atingiu a marca de 10 milhões de veículos em março de 2010 e de 15,3 milhões de unidades em março de 2012, e 40 milhões em 2023. Em meados de 2010, havia 70 modelos de veículos flex disponíveis no mercado, fabricados por 11 grandes fabricantes de automóveis. O sucesso dos veículos "flex", em conjunto com a mistura E25 obrigatória em todo o país, permitiu que o consumo de álcool combustível no país atingisse uma quota de mercado de 50% da frota de carros movidos a gasolina em fevereiro de 2008. Em termos de energia equivalente, o etanol de cana representou 17,6% do consumo total de energia do país no setor dos transportes em 2008.

## História

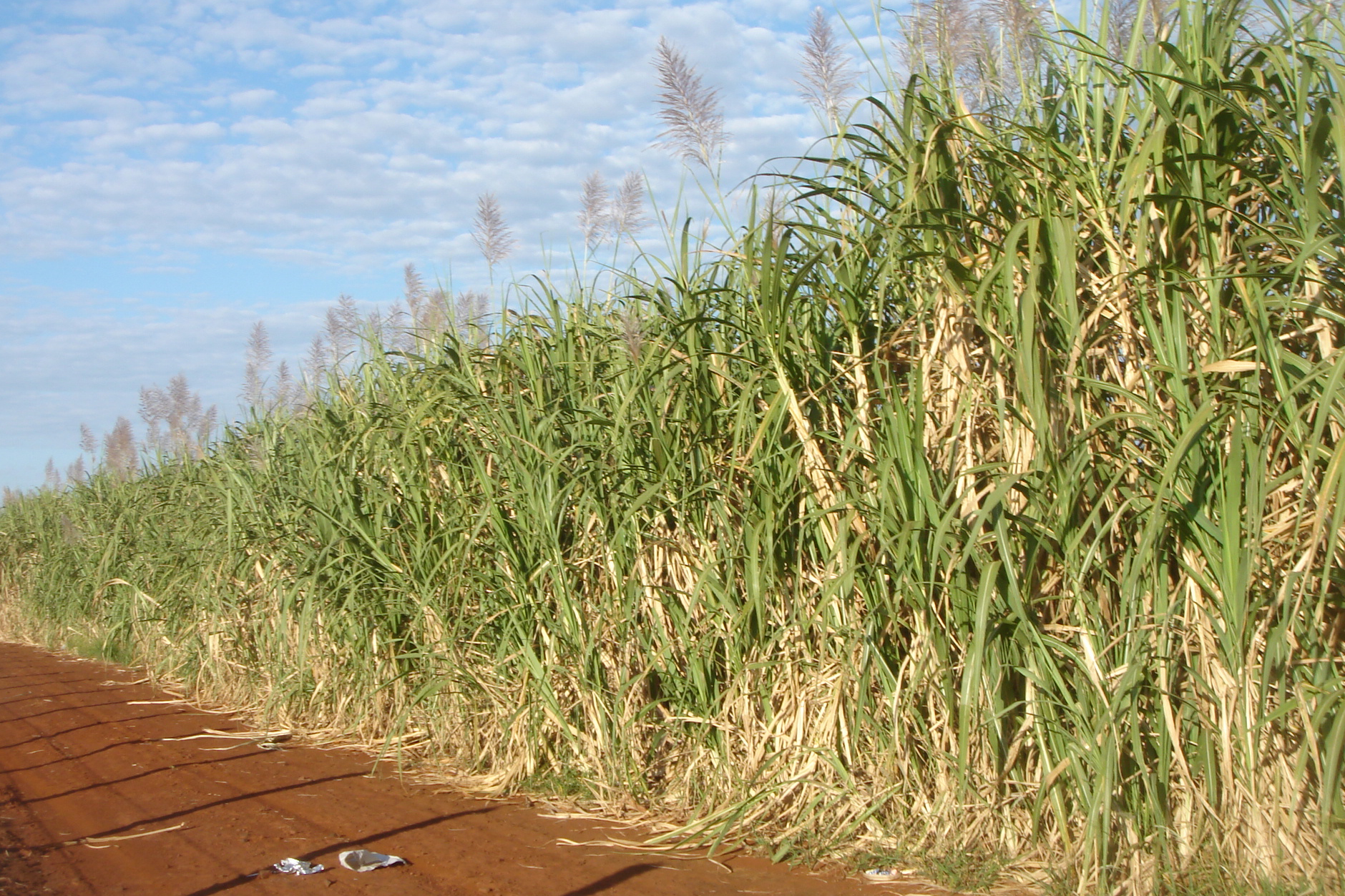
Cana-de-açúcar (Saccharum officinarum) pronta para a safra, Ituverava, São Paulo.

Os primeiros usos práticos do etanol deram-se entre meados dos anos 1920 e início dos anos 1930. Mas somente nos anos 1970, com a crise do petróleo, o Brasil passou a usar maciçamente o etanol como combustível. Na segunda metade da década de 1980 por diversos motivos ocorreu uma forte retração no consumo de álcool combustível. Atualmente uma combinação de fatores como a preocupação com o meio ambiente e a esperada futura escassez de combustíveis fósseis levaram a um interesse renovado pelo etanol.

### Primeiras experiências
A primeira experiência de uso do etanol como combustível no Brasil aconteceu em 1925. Neste ano, um automóvel adaptado para funcionar com álcool etílico hidratado foi intensamente testado. A responsável por esta experiência foi a Estação Experimental de Combustíveis e Minérios (futuro Instituto Nacional de Tecnologia).
A Usina Serra Grande Alagoas (USGA) foi a primeira do país a produzir etanol combustível em 1927. No início da década seguinte com a queda nos preços do petróleo, este empreendimento não teve condições de prosseguir. Durante a Revolução Constitucionalista de 1932, João Bottene desenvolveu um combustível a base de álcool e óleo de mamona para auxiliar os revolucionários. Anteriormente ele já adaptara veículos para utilizarem etanol. Mais tarde fabricou uma locomotiva movida a álcool e adaptou um avião para funcionar com este combustível.
Apesar destas experiências bem sucedidas com o etanol, o uso deste como combustível acabou por ser posto de lado. Tanto que, durante a II guerra mundial o Brasil optou pelo gás de síntese produzido por gasogênios como alternativa à gasolina para os automóveis.
Em 1974, a TENENGE (Técnica Nacional de Engenharia) organizou uma equipe de tecnologia chefiada por Miguel Mauricio da Rocha Neto e composta pelos engenheiros Vito Pecori, Luigi Fornoni e Luiz Eugênio Coli. Essa equipe desenvolveu uma escuderia de competição automobilística para testar e aprimorar o motor a álcool no Brasil. A TENENGE forneceu a tecnologia do motor à álcool para todas as escuderias que disputavam o Campeonato Paulista da Divisão 1 e realizou a primeira corrida no Brasil com carros movidos 100% a álcool, em outubro de 1976, mostrando a viabilidade do projeto. Para a realização dessa competição, Miguel Mauricio da Rocha Neto, diretor da TENENGE, solicitou autorização do presidente do Conselho Nacional do Petróleo (CNP) no governo Geisel, General Oziel Almeida Costa e do presidente do Instituto do Açúcar e do Álcool (IAA), General Alvarez Tavares do Carmo.

### Crise do petróleo e Programa Nacional do Álcool

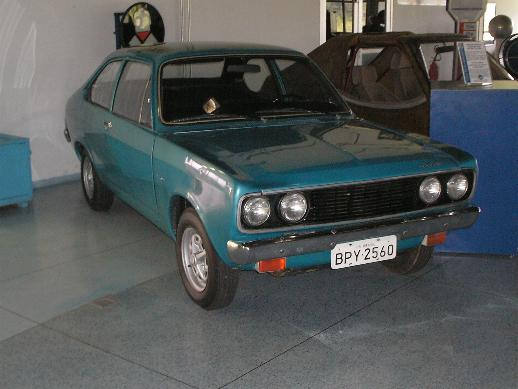
Primeiro protótipo de veículo equipado com motor a álcool (um Dodge 1800), em exposição no Memorial Aeroespacial Brasileiro de São José dos Campos.

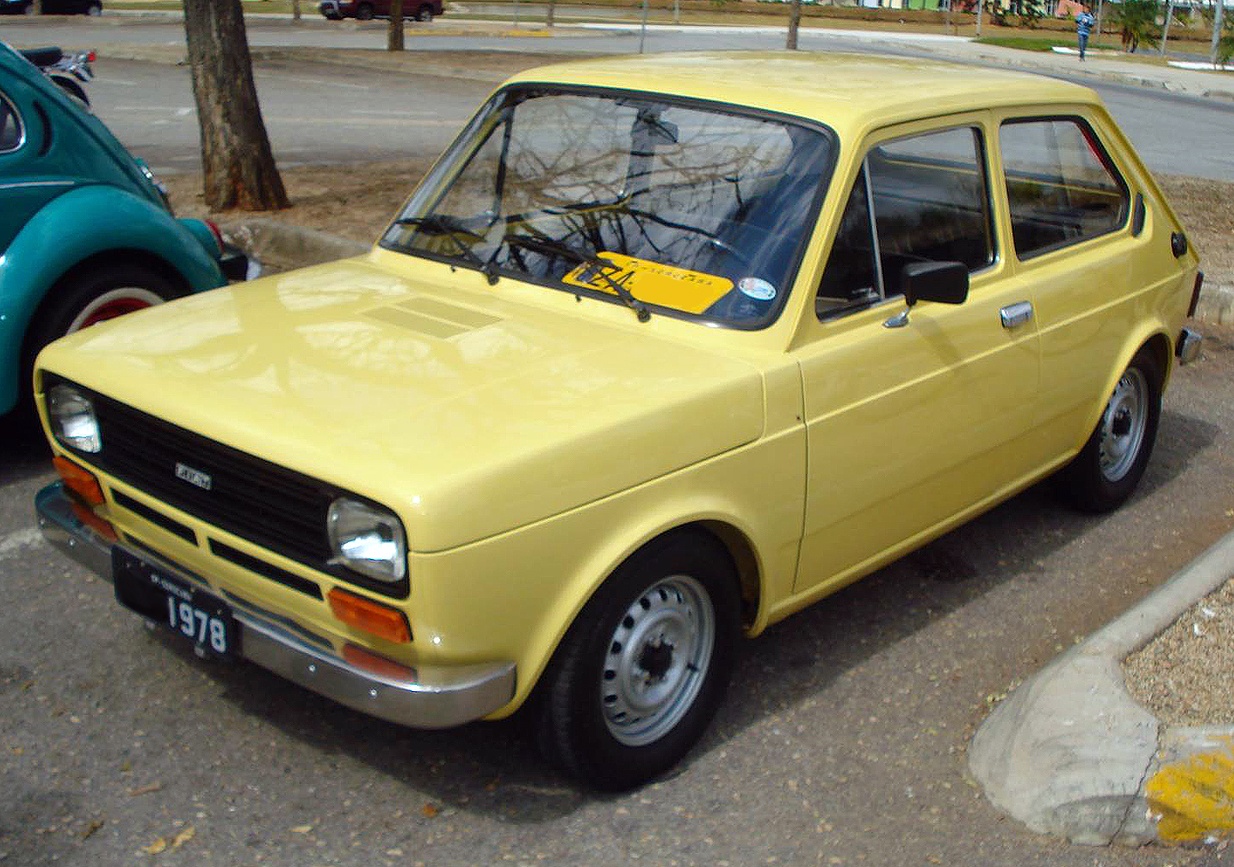
Fiat 147, o primeiro automóvel produzido em série equipado com motor a álcool.

Em 14 de novembro de 1975 o decreto n° 76.593 cria o Programa Nacional do Álcool (Proálcool), sendo os engenheiros Lamartine Navarro Júnior e Cícero Junqueira Franco considerados "os pais do Proálcool", acompanhado pelo empresário Maurílio Biagi. O programa de motores a álcool foi idealizado pelo físico José Walter Bautista Vidal e pelo engenheiro Urbano Ernesto Stumpf.
O programa substituiu por álcool etílico a gasolina, o que gerou 10 milhões de automóveis a gasolina a menos rodando no Brasil, diminuindo a dependência do país ao petróleo importado. A decisão de produzir etanol a partir da cana-de-açúcar por via fermentativa foi por causa da baixa nos preços do açúcar na época. Foram testadas outras alternativas de fonte de matéria-prima, como por exemplo a mandioca. A grande disponibilidade de álcool nesse período rendeu a pesquisadores a possibilidade de estudos da alcoolquímica, análoga da petroquímica baseada no petróleo, como, por exemplo, estudos sobre a viabilidade da produção de óxido de etileno e monômeros a partir do etanol, matérias-primas básicas para a produção de uma gama de compostos químicos usados no dia a dia.
Com a substituição do combustível, os automóveis precisaram passar por alterações. Como exemplo, os tubos tiveram seu material substituído; o calibre do percurso de combustível teve de ser aumentado; por causa do poder calorífico menor do álcool, foi necessário instalar injeção auxiliar a gasolina para partida a frio; o carburador teve de ser feito com material anticorrosivo, assim como a bomba de combustível, que passou a ser composta de cádmio. O primeiro automóvel produzido em série, equipado com motor a álcool, foi Fiat 147 lançado em 1979.
O programa começou a ruir à medida que o preço internacional do petróleo baixava, tornando o álcool combustível pouco vantajoso tanto para o consumidor quanto para o produtor. Para agravar o problema, o preço do açúcar começou a aumentar no mercado internacional na mesma época em que o preço do petróleo baixava, fazendo com que fosse muito mais vantajoso para os usineiros produzir açúcar no lugar do álcool. E, por causa disso, começou a faltar regularmente álcool combustível nos postos, deixando os donos dos carros movidos a combustível vegetal sem opções. Essas sucessivas crises de desabastecimento, aliadas ao maior consumo do carro a álcool e o menor preço da gasolina, levaram o pró-álcool a descrença geral por parte dos consumidores e das montadoras de automóveis, e desde então, a produção de álcool combustível e de carros movidos a esse combustível entrou em um declínio que parecia não ter fim, chegando ao ponto de a maioria das montadoras não oferecerem mais modelos novos movidos a álcool.

### Século XXI

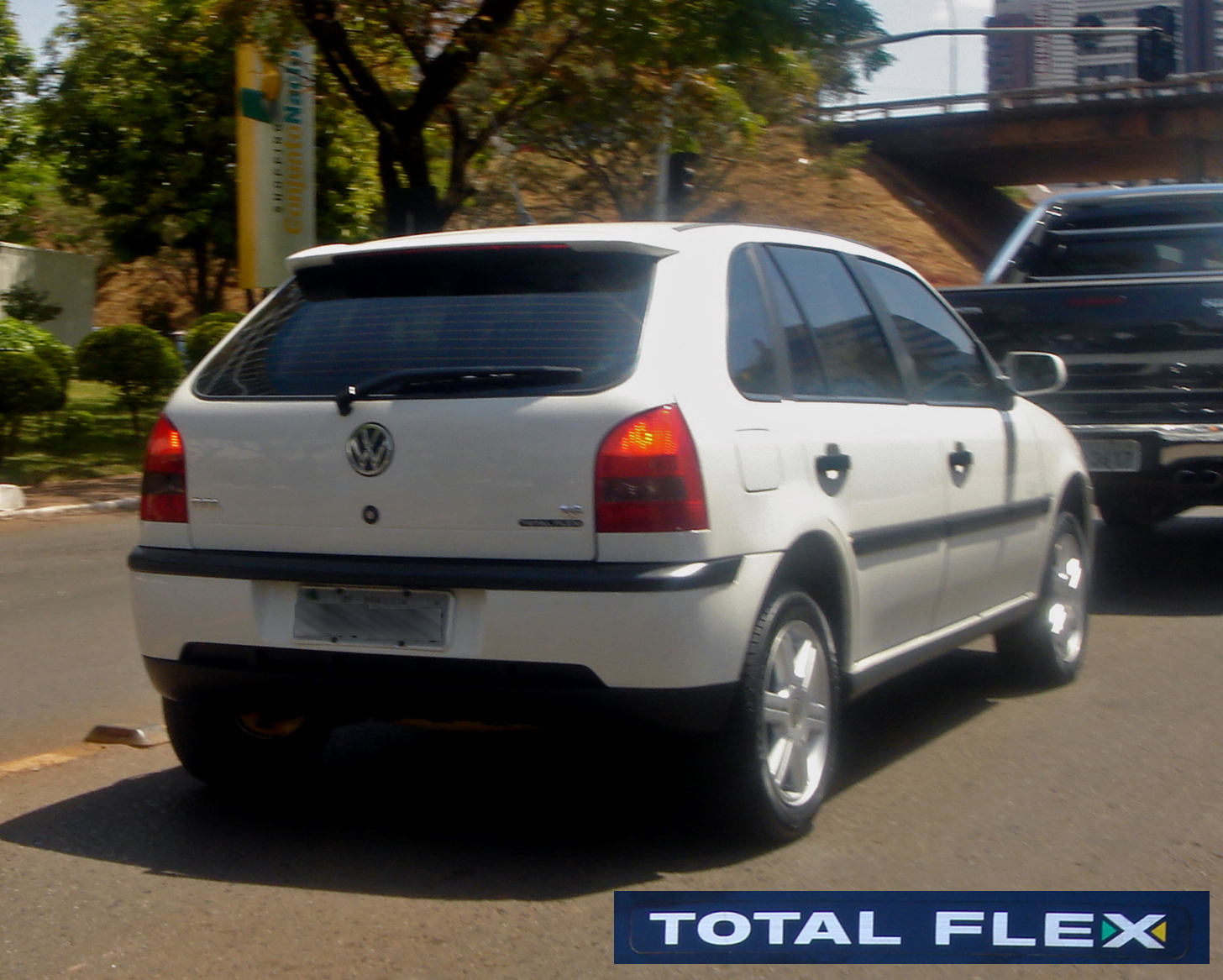
O VW Gol 1.6 Total Flex modelo 2003 foi o primeiro veículo de combustível flexible desenvolvido e comercializado no Brasil, com capacidade de operar com qualquer mistura de gasolina (E20-E25) e etanol (E100).

No início do século XXI, na certeza de escassez e de crescente elevação no preço dos combustíveis fósseis, priorizam-se novamente os investimentos na produção de etanol por um lado e, por outro, um amplo investimento na pesquisa e criação de novos biocombustíveis. Diante de uma situação nacional antiga e inconstante, justamente causada pelas altas e baixas do petróleo, as grandes montadoras brasileiras aprofundaram-se em pesquisas e, dessa forma, lançaram uma tecnologia revolucionária: os carros dotados de motor bicombustível, fabricados tanto para o uso de gasolina quanto de álcool.
A tecnologia flex-fuel já estava em testes de adaptação no Brasil desde meados da década de 1990, porém por falta de regulamentação governamental, esses modelos não podiam ser vendidos ao público. Essa regulamentação só saiu no final de 2002, e logo no início de 2003 a VW apresentou ao mercado o primeiro carro flexível em combustível, o Gol Total-Flex, rapidamente seguida pela General Motors, com o seu Chevrolet Corsa FlexPower. Desde então, salvo algumas exceções, todas as montadoras instaladas no Brasil produzem carros bicombustíveis.
Em 2023, esses modelos representam 85% da frota de veículos leves circulante no País., colocando novamente o Brasil na vanguarda do chamado combustível verde, atingindo a marca de 40 milhões de veículos flex produzidos e comercializados.
De 2002 a 2011 não houve quedas na produção do etanol no centro-sul do Brasil.
Até 2010, o Brasil era o maior exportador do mundo, quando foi superado pelos Estados Unidos.
Em 2011, o Brasil produziu 21,1 bilhões de litros (21,1 milhões de m³), o que representava 24,9% do total de etanol do mundo usado como combustível.
O país passou a produzir álcool combustível da celulose (etanol de 2ª geração) em Setembro de 2014, quando a primeira usina para a produção de etanol celulósico entrou em operação na cidade de São Miguel dos Campos em Alagoas.

### RenovaBio
Em 2017, com a Lei nº 13.576/2017, foi instituído o RenovaBio, uma Política Nacional de Biocombustíveis, com o objetivo de contribuir para o cumprimento dos compromissos firmados pelo Brasil no do Acordo de Paris; promover a adequada expansão dos biocombustíveis na matriz energética, com ênfase na regularidade do abastecimento de combustíveis; assegurar previsibilidade para o mercado de combustíveis, induzindo ganhos de eficiência energética e de redução de emissões de gases causadores do efeito estufa na produção, comercialização e uso de biocombustíveis.
O RenovaBio estabelece metas nacionais anuais de descarbonização para o setor de combustíveis, como forma de incentivar o aumento da produção e da participação de biocombustíveis na matriz energética de transportes do país.
Na década de 2020, tanto o etanol quanto o vinhoto (resíduo da sua produção) surgem como opções para a produção do "hidrogênio verde". O hidrogênio é classificado como "verde", quando gerado através de fontes energéticas "limpas". Pesquisas são conduzidas para possibilitar o abastecimento de células de combustível automotivas, com álcool combustível, como alternativa ao hidrogênio puro.
Em 2021, a produção total de etanol totalizou 30 milhões de m³ (27,5% da produção mundial). A Região Sudeste é a maior produtora nacional de etanol, com volume de 15,1 milhões de m³ (50,5% da produção brasileira), com o estado de São Paulo respondendo por 40,3% da produção nacional. A Região Centro-Oeste produziu 11,55 milhões de m³ (38,5%).
Do total produzido em 2021, o etanol anidro correspondeu a 11,4 milhões de m³ e o etanol hidratado, 18,6 milhões de m³.
Em 2021, o Brasil importou 432,3 mil m³ de etanol, em especial dos Estados Unidos (62,3%) e exportou 1,94 milhão de m³, em especial para a Coreia do Sul, Estados Unidos e Países Baixos.
Em 2021, o etanol representou 5,9% do consumo final de energia por fonte no país e 17,4% do consumo de energia nos transportes (o biodiesel teve 5,2% de participação). No mercado de veículos leves, o etanol hidratado representou 40% do consumo.

## Características do mercado brasileiro

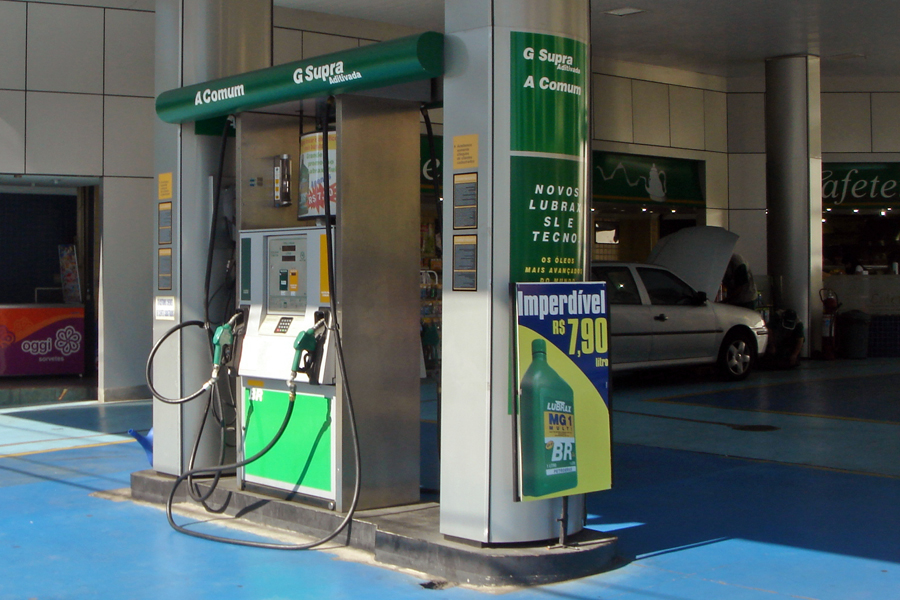
O álcool está disponível em todos os postos do país. Posto típico da Petrobras em São Paulo, com fornecimento de álcool (marcado A) e gasolina comum (marcada G).

A indústria automobilística brasileira desenvolveu veículos que funcionam com flexibilidade no tipo de combustível, que são conhecidos na língua inglesa como "full flexible-fuel vehicles" (FFFVs), ou simplesmente "flex", no Brasil, pela sua capacidade do motor funcionar com qualquer proporção na mistura de gasolina e álcool. Disponíveis no mercado desde 2003, os veículos flex resultaram em sucesso comercial, e já em Agosto de 2008, a frota de automóveis e veículos comercias leves tipo "flex" tinha atingido a marca de 6,2 milhões de veículos, representando 23% da frota automotriz do Brasil. O sucesso dos veículos "flex", conjuntamente com a obrigatoriedade ao nível nacional de usar de 20 a 25% do álcool misturado com gasolina convencional (E20-E25), permitiu ao etanol combustível superar o consumo de gasolina em Abril de 2008.
Para melhorar a eficiência dos motores a álcool, novas tecnologias ainda são desenvolvidas. Experiências indicam que o uso de álcool vaporizado como combustível é uma alternativa promissora. Esta seria uma forma de reduzir consumo e emissões e, ao mesmo tempo, obter ganhos de potência nestes motores (ver: estequiômetro e motor a álcool pré-vaporizado).
O consumo do álcool representou quase 18% da matriz de combustíveis veiculares em 2006 (a matriz inclui os veículos que utilizam óleo diesel). No Brasil, o refino do etanol é controlado pela Raízen, uma joint-venture entre Shell e Cosan, São Martinho, Bunge e Braskem.

## Comparação entre a produção de etanol nos Estados Unidos e Brasil
| Comparação das principais caraterísticas da indústria do etanol nos Estados Unidos e Brasil | Comparação das principais caraterísticas da indústria do etanol nos Estados Unidos e Brasil | Comparação das principais caraterísticas da indústria do etanol nos Estados Unidos e Brasil | Comparação das principais caraterísticas da indústria do etanol nos Estados Unidos e Brasil                                           |
| --- | ------------------------------------------------------------------------------------------- | ------------------------------------------------------------------------------------------- | --- |
| Característica | Brasil                                                                                      | Estados Unidos                                                                              | Unidades/comentário |
| Matéria prima (insumo agrícola) | cana-de-açúcar                                                                              | Milho                                                                                       | |
| Matéria prima (química) | Glicose (monossacarídeo)                                                                    | Amido                                                                                       | |
| Produção total de etanol (2008) | 6,472                                                                                       | 9,000                                                                                       | Milhões de galões líquidos (EUA). |
| Total terras aráveis | 354                                                                                         | 270(1)                                                                                      | Milhões hectares. |
| Área total plantada do cultivo para produzir etanol | 3,6 (1%)                                                                                    | 10 (3,7%)                                                                                   | Milhões hectares (% total arável) em 2006.                                                                                            |
| Productividade per hectare plantada | 6,800-8,000                                                                                 | 3,800-4,000                                                                                 | Litros de etanol per hectare produzidos.                                                                                              |
| Balanço energético (produtividade energética) | 8,3 a 10,2 vezes                                                                            | 1,3-1,6 vezes                                                                               | Relação da energia produzida sobre a energia gasta na produção do etanol                                                              |
| Redução das emissões de gases de efeito estufa | 86-90%(2)                                                                                   | 10-30%(2)                                                                                   | % de emissões evitadas ao substituir gasolina por álcool, sem mudanças nos usos dos solos.                                            |
| Tempo para restituir o carbono pelo uso de terras novas | 17 anos(3)                                                                                  | 93 anos(3)                                                                                  | Cenários com mudanças no uso do solo por Fargione et al.                                                                              |
| Frota de veículos flex (autos e comercias leves) | 8,2 milhões                                                                                 | 8,0 milhões                                                                                 | Somente automóveis e camionetes. Brasil em Julho de 2009 (frota usa E25 a E100) e Estados Unidos no início de 2009 (usa somente E85). |
| Postos de combustível com venda de etanol no país | 33.070 (100%)                                                                               | 1.963 (1%)                                                                                  | % do total de postos em cada país. Em Dezembro 2007 para Brasil e Março 2009 para os Estados Unidos.                                  |
| Participação do etanol no mercado de combustível | 50%(4)                                                                                      | 4%                                                                                          | % do consumo total em base volumétrica. Brasil até Abril/2008 e ano 2006 para os Estados Unidos.                                      |
| Custo de produção (USD/galão) | 0,83                                                                                        | 1,14                                                                                        | 2006/2007 para o Brasil (22¢/litro), 2004 para os Estados Unidos (35¢/litro).                                                         |
| Subsídio agrícola (em USD) | 0                                                                                           | 0,45/glão                                                                                   | Estados Unidos desde 1 de janeiro de 2009. No Brasil a produção do etanol já não tem subsídios.                                       |
| Tarifas de importação (em USD) | 0                                                                                           | 0,54/galão                                                                                  | Até 30 de abril de 2008, o Brasil não importa etanol, os Estados Unidos importam, a maioria do Brasil.                                |
| Notas: (1) Somente Estados Unidos contíguo (excluindo Alasca) (2) Presume que não tem mudanças no uso do solo. (3) Presume mudanças nos usos do solo na lavoura de cana de açúcar no cerrado brasileiro e do milho na pradaria central americana. (4) Quando inclusos os veículos de motor diesel, o uso do etanol no setor viário foi perto de 18% em 2006. |                                                                                             |                                                                                             | |

## Produção industrial

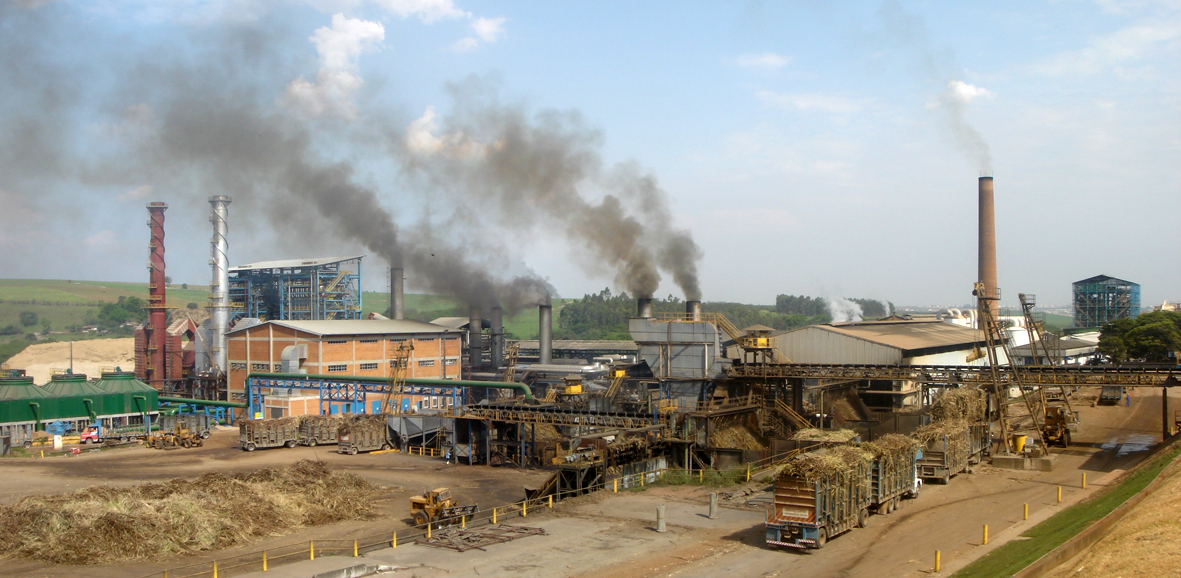
Vista panorâmica da Destilaria Costa Pinto em Piracicaba, fábrica que produz açúcar e etanol combustível além de outros tipos de álcool.

A importância do etanol como combustível no Brasil remonta ao século XX, mas sua importância econômica como um todo é bem mais antiga, estando associada a produção de açúcar no século XVI e posteriormente a produção de aguardente. Foi apenas no século XIX, na Alemanha e na França que técnicas industriais de produção de etanol como combustível foram desenvolvidas. Em fins do século XIX, tinha início a produção de etanol combustível no Brasil. Mas, foi apenas na Primeira Guerra Mundial (1914/1918) que a produção de etanol combustível ganhou destaque no mundo, sendo utilizado como combustível líquido de motores a explosão. No Brasil, seria apenas a partir de 1929 com o Crash da Bolsa de Nova York e o surgimento de crises econômicas no planeta inteiro que o excedente da produção de açúcar e e seus subprodutos seria direcionado para produção de etanol combustível. A dificuldade de importação de combustíveis em decorrência da crise e pela falta de divisas forçou o Brasil a buscar soluções e alternativas, e o etanol combustível foi uma das mais proeminentes. Nos anos que precederam a Segunda Guerra Mundial, ainda no Governo Provisório de Getúlio Vargas em 1931, estabeleceu-se a obrigatoriedade de mistura-se ate 5% de etanol à gasolina (Decreto 19.717) como forma de economizar divisas na importação de combustíveis. Com a deflagração da Segunda Grande Guerra, o etanol combustível ganhou ainda mais proeminência, mas com o fim do conflito em 1945, e a normalização da produção e do comércio de combustíveis, em especial a gasolina ele viria a perder parte da importância adquirida na década anterior. Foi somente em 1974 com a Crise do Petróleo que o governo militar brasileiro enxergou a necessidade de solucionar o problema do Brasil em relação à importação de combustíveis. Foi lançado então o programa Pró-álcool que finalmente transformaria a produção de etanol combustível no Brasil em uma das maiores do mundo.